# 方波

正弦波、方波、三角波與鋸齒波的形態

方波是一種非正弦曲線的波形，通常會於電子和訊號處理時出現。理想方波只有「高」和「低」這兩個值。

## 起源與應用
在現實世界，方波只有有限的頻寬。由於一般電子零件只有高（1）和低（0）兩個值，方波就自然產生，並於數位開關電路中廣泛應用。因為方波可以快速從一個值轉至另一個（即0→1或1→0），所以方波就用作時鐘訊號來準確地觸發同步電路。但是如果用頻率定義域來表示方波，就會出現一連串的谐波。這可能會產生電磁波和電流脈波，影響周圍的電路，產生雜訊和錯誤，對一些精密儀器如類比數位資料轉換器（analog-to-digital converter）影響十分明顯，所以設計會使用正弦波作時鐘訊號來代替方波。
在音樂上，方波被視為空洞的聲音，因此會以減法合成過濾方波作管樂的基礎。另外，電吉他的失真效果（distortion）把波形的外層削去，令波形趨向成為方波。失真越大會令波形越像方波。
一個「簡單二能級萊德馬契函數」（simple two-level Rademacher function）就是一個方波。

## 驗証方波
方波和鋸齒波不同。鋸齒波包含所有整數諧波成分（integer harmonics），方波只有奇數諧波成分。
我們可以傅立葉級數表達一個理想方波，這個傅立葉級數有無限個項，如下式：
{\displaystyle x_{\mathrm {square} }(t)={\frac {4}{\pi }}\sum _{k=1}^{\infty }{\sin {\left((2k-1)2\pi ft\right)} \over (2k-1)}={\frac {4}{\pi }}\left(\sin(2\pi ft)+{1 \over 3}\sin(6\pi ft)+{1 \over 5}\sin(10\pi ft)+...\right)}
以傅立葉級數來表達方波會出現吉布斯现象（Gibbs phenomenon）。非理想方波中的振铃被证明与此现象有关。吉布斯现象可使用σ近似（σ-approximation）来阻止，而σ近似使用Lanczos σ因子来使序列更理想地收敛。
方波的高（1）和低（0）兩個值之間的轉換時，時間應盡量縮短，所以理想方波值的轉變是即時的。當然，這在現實世界中永不可能發生，因為它的轉變率要無限，並且要無限大的頻寬。

用加法合成增加諧波的數目來製造方波

在現實世界，方波只有有限的頻寬，因此會出現嚴重的吉布斯現象并常常表现出像吉布斯现象一样的振铃效应（ringing effect），或者是像σ近似一样的波动效应（ripple effect）。
在現實世界，數碼電子的頻寬有限，方波只能以有限的頻寬來表達，意味著我們只能取一個近此方波的波型。要得出這個合理的波型，最少要有基波（fundamental harmonic）和第三次谐波（third harmonic）。當然，谐波的數量越多，波型就越像一個方波。
工作週期（duty cycle）是方波值「1」佔一個週期的時間比例。真實方波的工作週期是50%──即高值和低值占的時間一樣。方波的平均值是由工作週期决定的，因此通過改變ON和OFF週期然後求平均数，有可能代表两个限制电平（limiting level）間的任意值。这是脈波寬度調變（pulse-width modulation）的基础。

## 非理想方波的特性
正如已经提到的，理想方波在高和低两个值之间是瞬时变化的。实际上，由于波形产生系统的物理局限性，这永远不可能实现。信号从低值上升到高值然后再下降所花费的时间分别称为脈衝上升時間（rise time）和脉冲衰减时间（fall time）。
如果系统出现过阻尼，那么波就永远不会达到理论上的高和低两个值，如果系统出现欠阻尼，波在稳定下来之前就会在高和低两个值附近振荡。在这两种情况下，脉冲上升和衰减时间就会在两个特定的中间值之间被测量，例如5%和95%之间，或10%和90%之间。公式存在的能决定系统的近似頻寬，决定了波的脉冲上升和衰减时间。

## 其他定義法
方波有很多定義法，除了在不连续点外它们都是等效的。

### 正弦函数定義法
{\displaystyle \ x(t)=\operatorname {sgn}(\sin(t))}
当正弦值为正时上式等于1，当正弦值为负时上式等于−1，且0在不连续点上。

### 单位阶跃函数u(t)与矩形函数⊓（t）定義法
{\displaystyle \ x(t)=\sum _{n=-\infty }^{+\infty }\sqcap (t-nT)=\sum _{n=-\infty }^{+\infty }\left(u\left(t-nT+{1 \over 2}\right)-u\left(t-nT-{1 \over 2}\right)\right)}
占空比为50%时，T是2.也可以用分段的方式表示：
{\displaystyle \ x(t)={\begin{cases}1,&|t|<T_{1}\\0,&T_{1}<|t|\leq {T \over 2}\end{cases}}}
当下列式子成立时，上述式子成立
{\displaystyle \ x(t+T)=x(t)}